# Colombie aux Jeux olympiques d'été de 1948
La Colombie participe aux Jeux olympiques d'été de 1948 à Londres au Royaume-Uni qui se déroulent du 29 juillet au 14 août 1948. Il s'agit de sa troisième participation à des Jeux d'été. Comme lors des éditions précédentes, elle n'y remporte aucune médaille.

## Contexte
Après les Jeux olympiques d'été de 1936 qui se déroulent à Berlin, en Allemagne, ceux de 1940 et de 1944 sont annulés à cause de la Seconde Guerre mondiale. Lors de la première session d'après-guerre à Lausanne en février 1946, le Comité international olympique décide de faire renaître les Jeux olympiques en confiant l'organisation des Jeux de 1948 à la ville de Londres[réf. nécessaire]. La présidence du Comité d'organisation de cette nouvelle édition est confiée à Lord Burghley, qui veut se montrer confiant en déclarant en 1947 : « Il serait vain de suggérer que le chemin à parcourir était très facile. Au contraire, les difficultés ont été grandes et continueront de l’être, comme il est inévitable qu’elles le soient dans les conditions qui suivent la guerre moderne, mais nous surmontons ces obstacles qui croisent notre chemin avec le même esprit de détermination avec lequel nous avons fait face aux difficultés qui nous ont assaillis au cours des quelques dernières années ».

## Constitution de la délégation colombienne
La Dirección Nacional de Educación Física confie la tâche à Numael Hernández de trouver les fonds nécessaires pour constituer une équipe, avec un corps dirigeant composé de José Antonio Bonnet, président du Comité olympique colombien et chef de Mission, Alberto Nariño Cheyne, le major Roberto Esguerra et Cayetano Cañizares.
Plusieurs sportifs colombiens sont sélectionnés pour ces Jeux olympiques :
- les athlètes Jaime Aparicio et Mario Rosas Ruiz[5],[6];
- les nageurs Luis Child Vélez et Luis Eduardo Tiburón González[5],[6] ;
- les escrimeurs Alfonso Ahumada et Emiliano Camargo[6],[7],[8] ;
- les lutteurs Ricardo Caballero, Miguel Ortiz et Hernando Corredor (en tant que remplaçant)[5],[6].

## Arrivée au village olympique et cérémonie d'ouverture
L'équipe colombienne effectue trois jours de voyage pour atteindre Londres. Ainsi, Mario Rosas Ruiz se souvient qu'ils ont pris l'avion de Bogota pour rejoindre Carthagène des Indes puis la Martinique. Ils sont ensuite allés jusqu'en Afrique et ont pris un autre vol jusqu'à Marseille, avant de prendre le train jusqu'à Paris. Ils sont finalement arrivés à Londres via un nouveau vol. Les athlètes colombiens, n'ayant pas d'entraîneur en Colombie et n'ayant appris que par le biais de livres et de magazines sportifs, se voient attribuer un entraîneur pour s'exercer avec les autres athlètes au stade de Wembley.
On ignore le nom du porte-drapeau colombien lors de la cérémonie d'ouverture car il n'aurait pas été enregistré. Comme cela est de coutume, la Grèce, berceau des Jeux olympiques et qui accueillit les premiers Jeux de l'ère moderne en 1896, ouvre le défilé des nations. Le Royaume-Uni, qui est le pays hôte, ferme la marche, les autres nations défilant par ordre alphabétique selon le nom des pays dans la langue du pays qui reçoit, l'anglais. La Colombie est ainsi la 15e des 59 délégations, après la République de Chine et avant Cuba, à entrer dans le stade olympique.

## Résultats et bilan

### Athlétisme
Les athlètes Jaime Aparicio et Mario Rosas Ruiz participent, tous deux, aux épreuves du 400 mètres et 400 mètres haies,. Ils sont éliminés dès les premières séries éliminatoires des deux épreuves,.
| Athlètes         | Épreuves         | 1er tour                      |
| ---------------- | ---------------- | ----------------------------- |
| Jaime Aparicio   | 400 mètres       | 4e de la série no 2 en 50 s 8 |
| Jaime Aparicio   | 400 mètres haies | 4e de la série no 1 en 55 s 1 |
| Mario Rosas Ruiz | 400 mètres       | 4e de la série no 3 en 51 s 4 |
| Mario Rosas Ruiz | 400 mètres haies | 5e de la série no 4 en 55 s 9 |

### Natation
Les nageurs Luis Child Vélez et Luis Eduardo Tiburón González sont tous deux alignés aux épreuves de nage libre sur 400 mètres et 1 500 mètres. Pour le 400 mètres nage libre, ils sont éliminés dès le premier tour, González terminant quatrième de sa série et Child Vélez cinquième de la sienne.
Pour l'épreuve du 1 500 mètres nage libre, Child Vélez est également éliminé dès le premier tour, avec une quatrième place dans sa série. De son côté, après avoir fini troisième de sa série au premier tour, González atteint les demi-finales mais termine septième de sa série remportée par l'Américain James McLane, futur vainqueur de l'épreuve.
| Athlètes              | Épreuves                | 1er tour                             | Demi-finales                         | Finale |
| --------------------- | ----------------------- | ------------------------------------ | ------------------------------------ | ------ |
| Luis Child Vélez      | 400 mètres nage libre   | 5e de la série no 3 en 5 min 08 s 5  |                                      |        |
| Luis Child Vélez      | 1 500 mètres nage libre | 4e de la série no 5 en 20 min 47 s 0 |                                      |        |
| Luis Eduardo González | 400 mètres nage libre   | 4e de la série no 6 en 5 min 02 s 1  |                                      |        |
| Luis Eduardo González | 1 500 mètres nage libre | 3e de la série no 4 en 20 min 40 s 6 | 7e de la série no 2 en 20 min 41 s 6 |        |

### Lutte
Les deux lutteurs de la sélection colombienne, Ricardo Caballero et Miguel Ortiz, ne peuvent participer à leur épreuve de lutte. En effet, le véhicule qui les transportait, se perd dans les rues de Londres, ce qui les empêche d'arriver à temps pour la pesée des athlètes,.

### Autres références
1. ↑  « Berlin 1936 », Comité international olympique (consulté le 9 mars 2017).
2. ↑  Bibliographie de Jürgen Wagner, Rapports officiels et résultats des Jeux olympiques d’été 1896 à 2004, 2009, traduction française par André Lejeune, page 29.
3. ↑  Bulletin du Comité International 1948 (lien mort).
4. ↑  [PDF]Rapport du comité d'organisation au CIO en 1948.
5. 1 2 3 4 5 6 7 8  (es) Comité olympique colombien, « Colombia en los Olímpicos (2): Londres 1948 », 19 juillet 2016 (consulté le 24 juin 2017).
6. 1 2 3 4 5  (es) José Eduardo Rueda Enciso, « Citius, Altius, Fortius. Colombia Olímpica : hazañas y desengaños en la historia deportiva del país », Credencial Historia, no 127,‎ juillet 2000 (lire en ligne)
7. ↑  (es) Comité olympique colombien, « La esgrima olímpica colombiana en la historia », 4 avril 2016 (consulté le 24 juin 2017).
8. ↑  (en) « Colombia at the 1948 London Summer Games », Sports Reference LLC (consulté le 24 juin 2017).
9. 1 2 3  (es) José David Rodríguez Ribero, « Un bogotano representó a Colombia en los Olímpicos de Londres de 1948 », El Tiempo,‎ 14 juin 2012 (lire en ligne, consulté le 27 juin 2017).
10. ↑  (es) « Estos han sido los abanderados de Colombia en los Juegos Olímpicos », La Razón,‎ juillet 2016 (lire en ligne, consulté le 7 juillet 2017).
11. 1 2 3  (en) « Jaime Aparicio », Sports Reference LLC (consulté le 13 juillet 2017).
12. 1 2 3  (en) « Mario Rosas », Sports Reference LLC (consulté le 13 juillet 2017).
13. 1 2  (en) « Luis Child », Sports Reference LLC (consulté le 6 juillet 2017).
14. 1 2  (en) « Luis González », Sports Reference LLC (consulté le 6 juillet 2017).
15. 1 2 3  (es) Ricardo Ávila Palacios, « Colombia en los Juegos Olímpicos: 84 años de una historia apasionante », El Espectador,‎ 16 août 2016 (lire en ligne, consulté le 30 juin 2017).